# Liste des immateriellen Kulturerbes der Menschheit in Ruanda

Das Immaterielle Kulturerbe der Menschheit in Ruanda umfasst die Aktivitäten, die für Ruanda aufgrund der UNESCO-„Konvention zum Schutz des immateriellen Welterbes“ als Immaterielles Kulturerbe der Menschheit registriert wurden.
Unter der Aufsicht eines zwischenstaatlichen Komitees werden auf Antrag der Mitgliedsstaaten deren bedeutende immaterielle kulturelle Ausdrucksformen wie Feste, Vorführungen, mündliche Traditionen, Musik und Handwerk dokumentiert und Maßnahmen der Staaten zu deren Erhalt und Schutz vereinbart. Es werden drei Listen geführt: die „Repräsentative Liste“ mit den meisten Einträgen sowie die „Liste des dringend erhaltungsbedürftigen immateriellen Kulturerbes“ und das „Register guter Praxisbeispiele“, in das hervorzuhebende und förderungswürdige Vorgehensweisen zur Stärkung kultureller Ausdrucksweisen aufgenommen werden.
Ruanda ratifizierte das Übereinkommen zum Schutz des immateriellen Kulturerbes am 21. Januar 2013. 2024 wurde das erste immaterielle Kulturerbe Ruandas registriert.

## Immaterielles Kulturerbe
Dies sind die Einträge Ruandas in die UNESCO-Listen zum immateriellen Kulturerbe der Menschheit:
| Bezeichnung | Beschreibung | Bild           | Jahr | UNESCO-Liste und Link |
| ----------- | --- | -------------- | ---- | --------------------- |
| Intore      | Intore ist ein traditioneller ruandischer Tanz, der von einer Truppe aufgeführt wird. Die in Reihen aufgestellten Tänzer imitieren einen Kampf gegen einen unsichtbaren Gegner, indem sie im Rhythmus von Amakondera-Trommeln und -Trompeten springen und ihre Speere und Schilde schwingen. Die Tanztruppen treten auf gesellschaftlichen Veranstaltungen wie Hochzeitsfeiern und Erntedankfesten auf. | weitere Bilder | 2024 | RL 02129              |